# استپان ورانیان
استپان هوهانسی ورانیان (ارمنی: Ստեփան Հովհաննեսի Վերանյան؛ زادهٔ ۹ ژوئن ۱۹۵۵) یک نقاش و هنرمند پست‌مدرن اهل ارمنستان است.

## زندگی و پیشه
ورانیان در ایروان از والدینی به نام‌های بئاتریس و هوهانس به دنیا آمد. در سال ۱۹۴۶ والدینش از یونان به ارمنستان مهاجرت نمودند. آنها بین سال‌های ۱۹۴۹ تا ۱۹۵۵ به منطقه آلتای سیبری تبعید شدند. وی از انستیتو دولتی هنری و نمایشی ایروان (۱۹۷۴-۱۹۷۹) فارغ‌التحصیل گشت. وی در مرکز ملی زیبایی‌شناسی هنریک ایگیتیان (۱۹۸۵–۱۹۹۱) فعالیت کرد.

## مجموعه‌های دایمی
- موزه دولتی هنرهای زیبای پوشکین، مسکو، روسیه
- نگارخانه ملی ارمنستان، ایروان، ارمنستان
- موزه هنر مدرن ایروان، ایروان، ارمنستان
- Tepper Takayama Fine Arts، بوستون، ماساچوست، ایالات متحده آمریکا
- Joan Aghajanian Quinn Collection، لس آنجلس
- Anixis Gallery، بادن، سوئیس

## نگارخانه

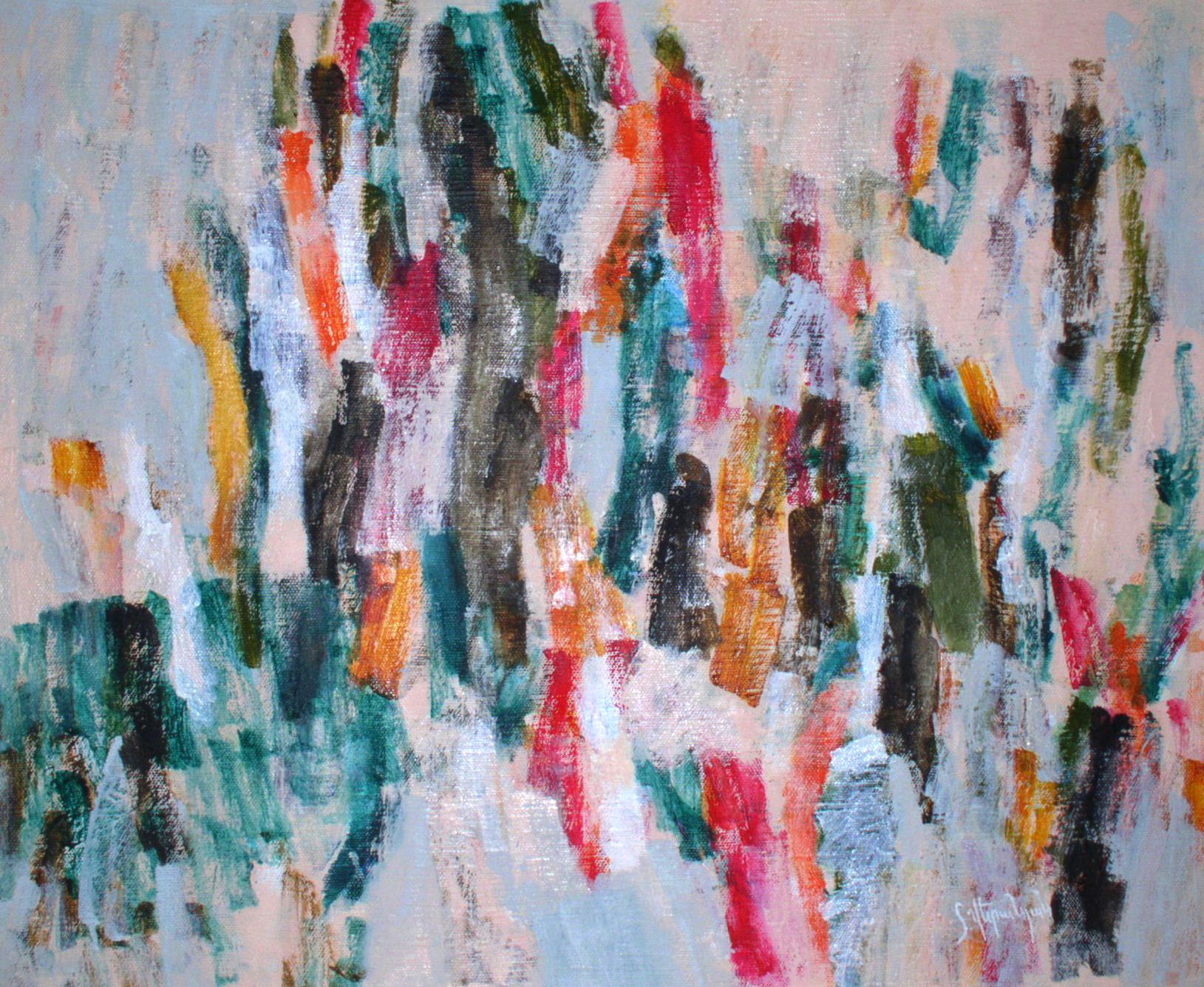
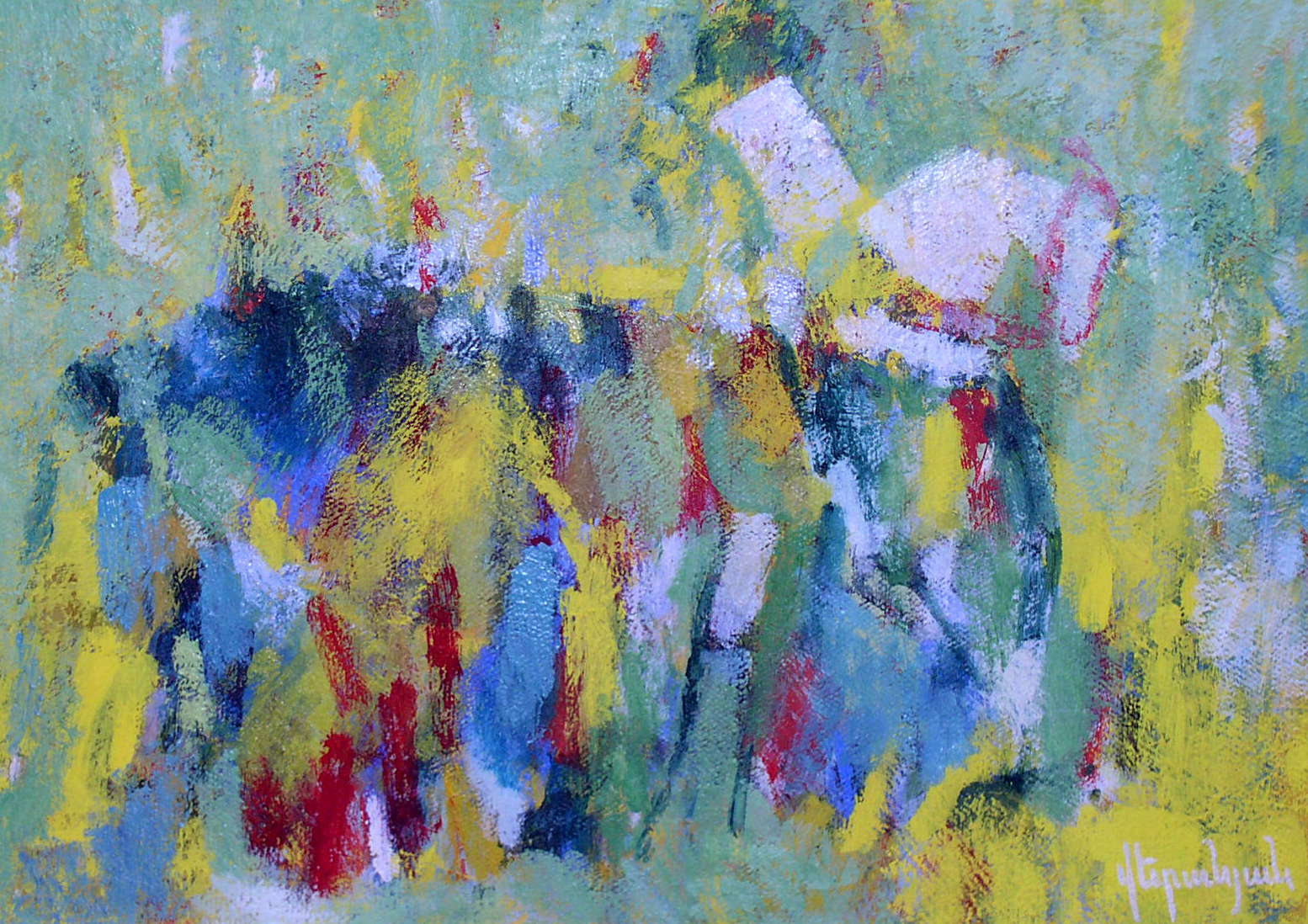
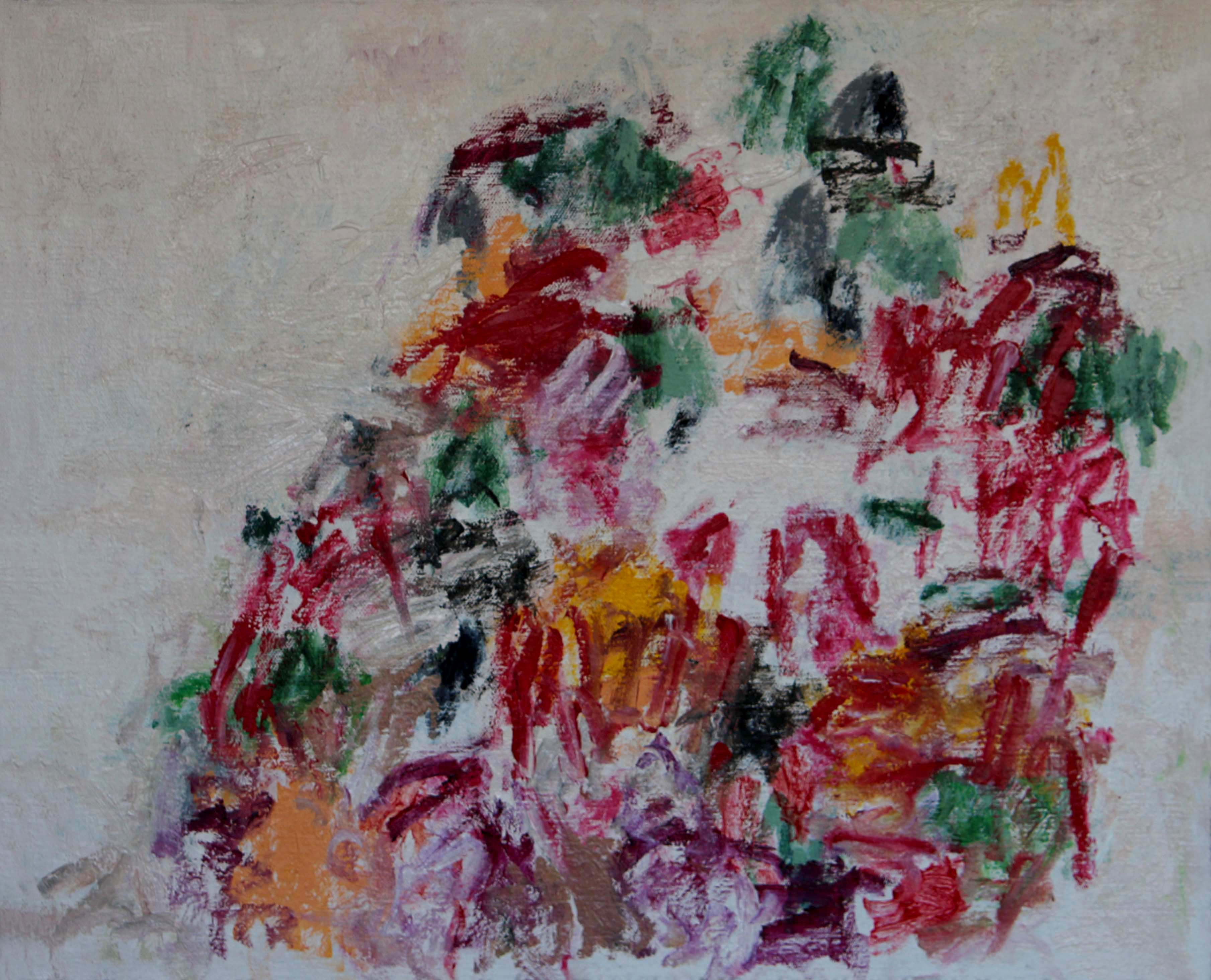
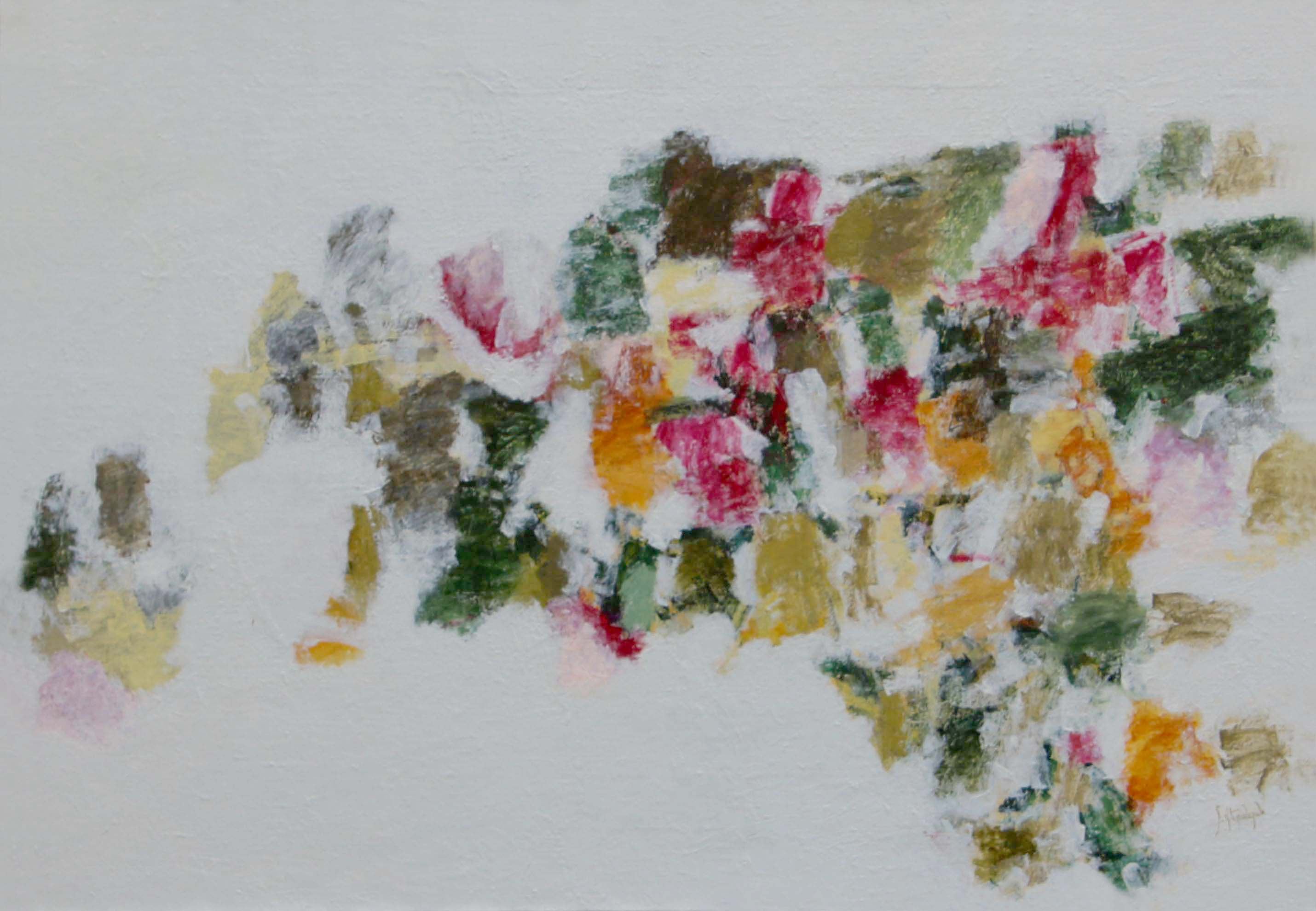
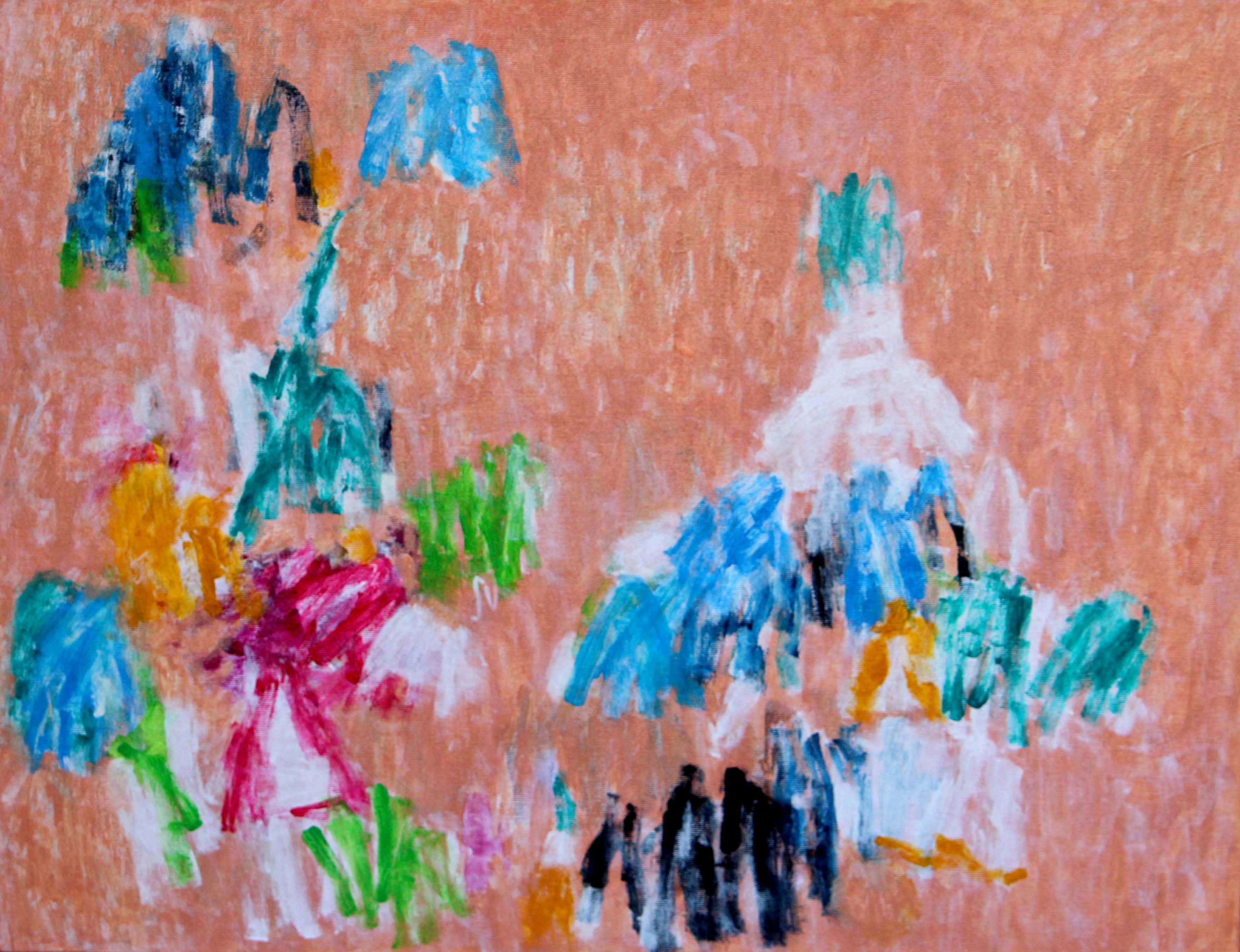
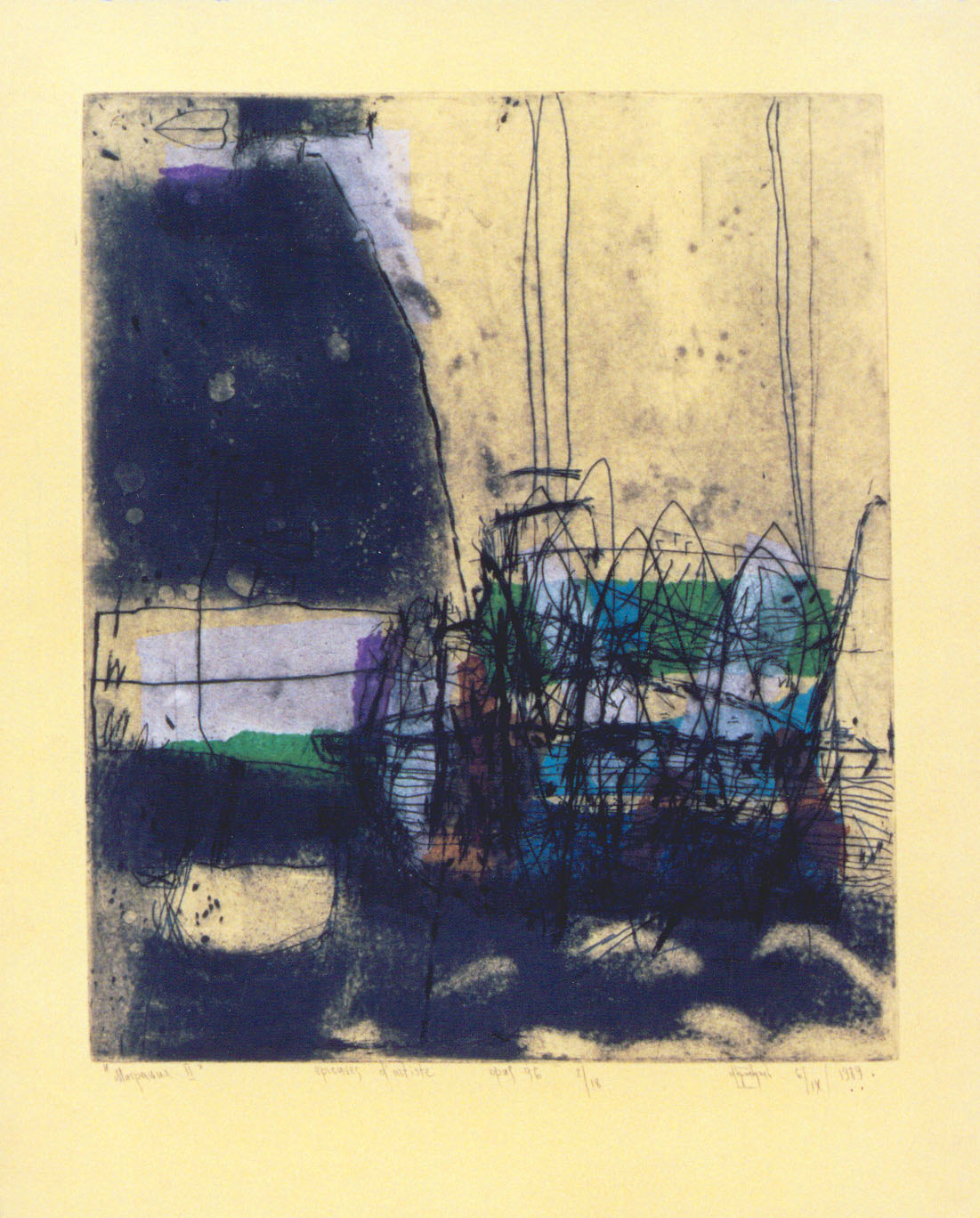
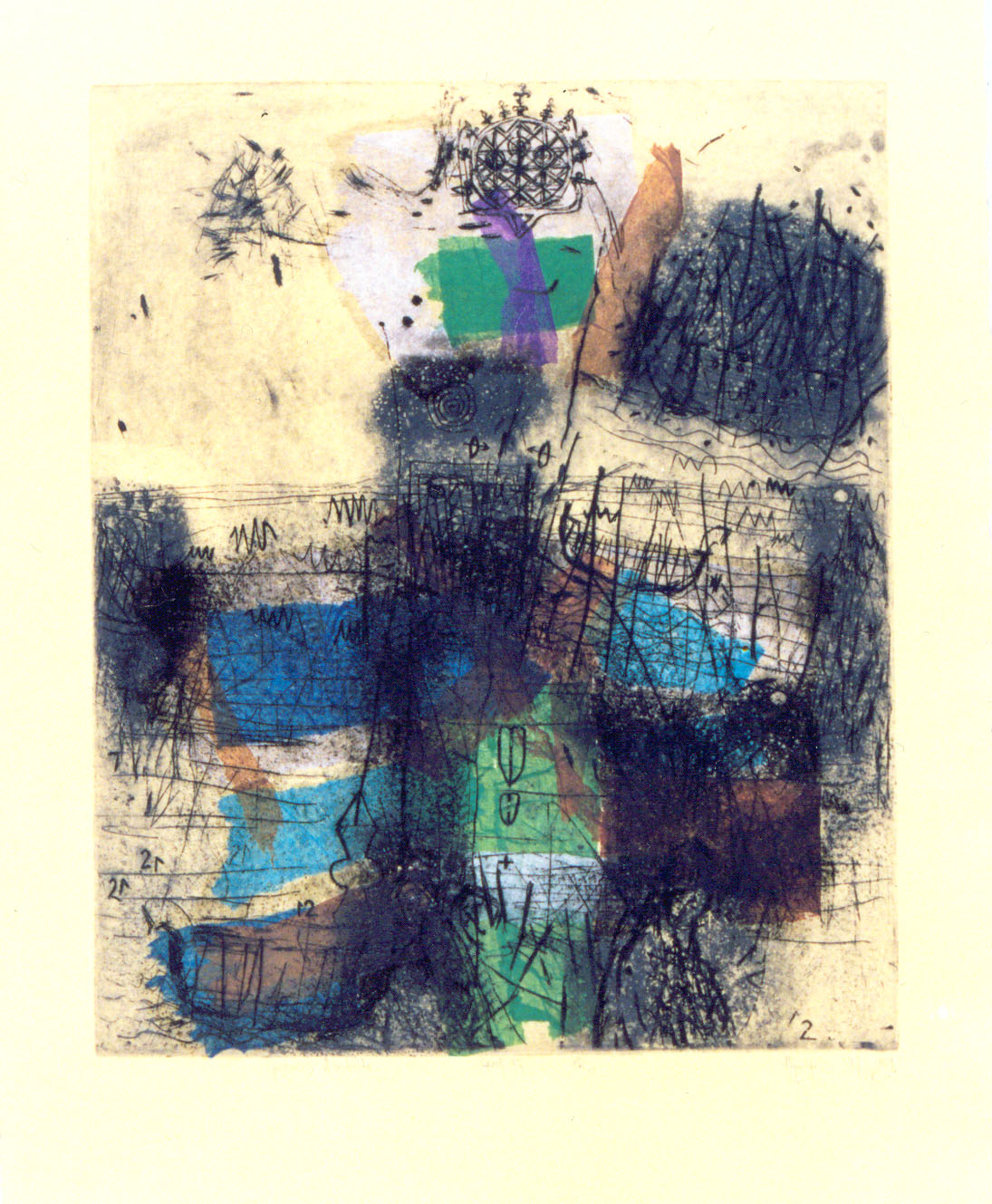
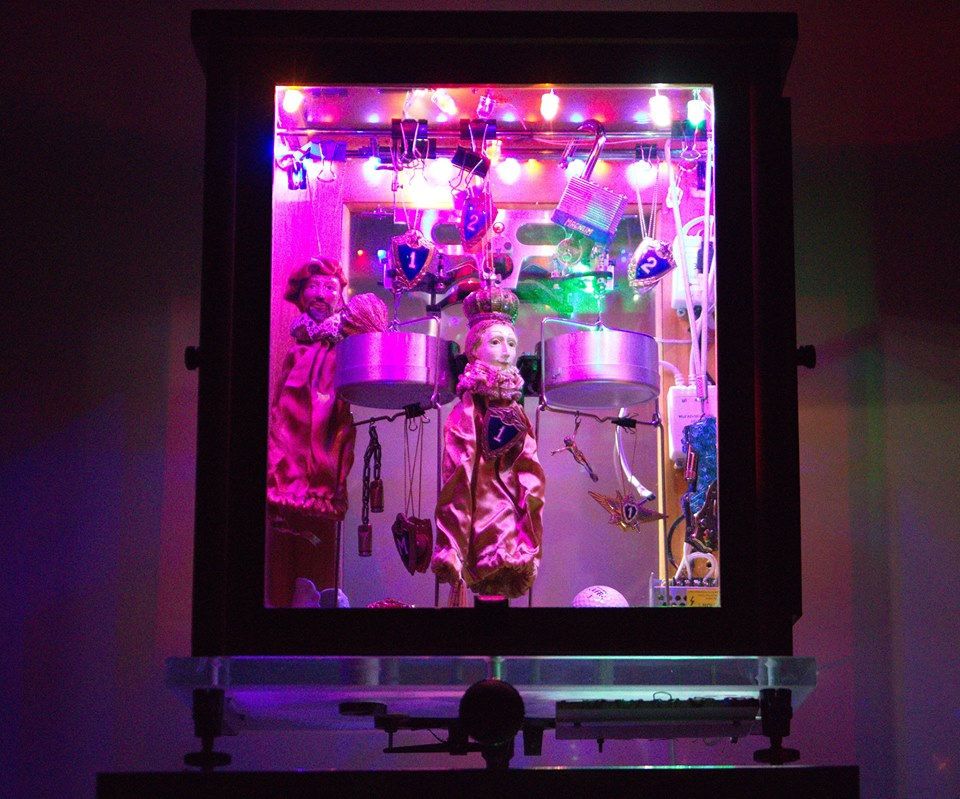
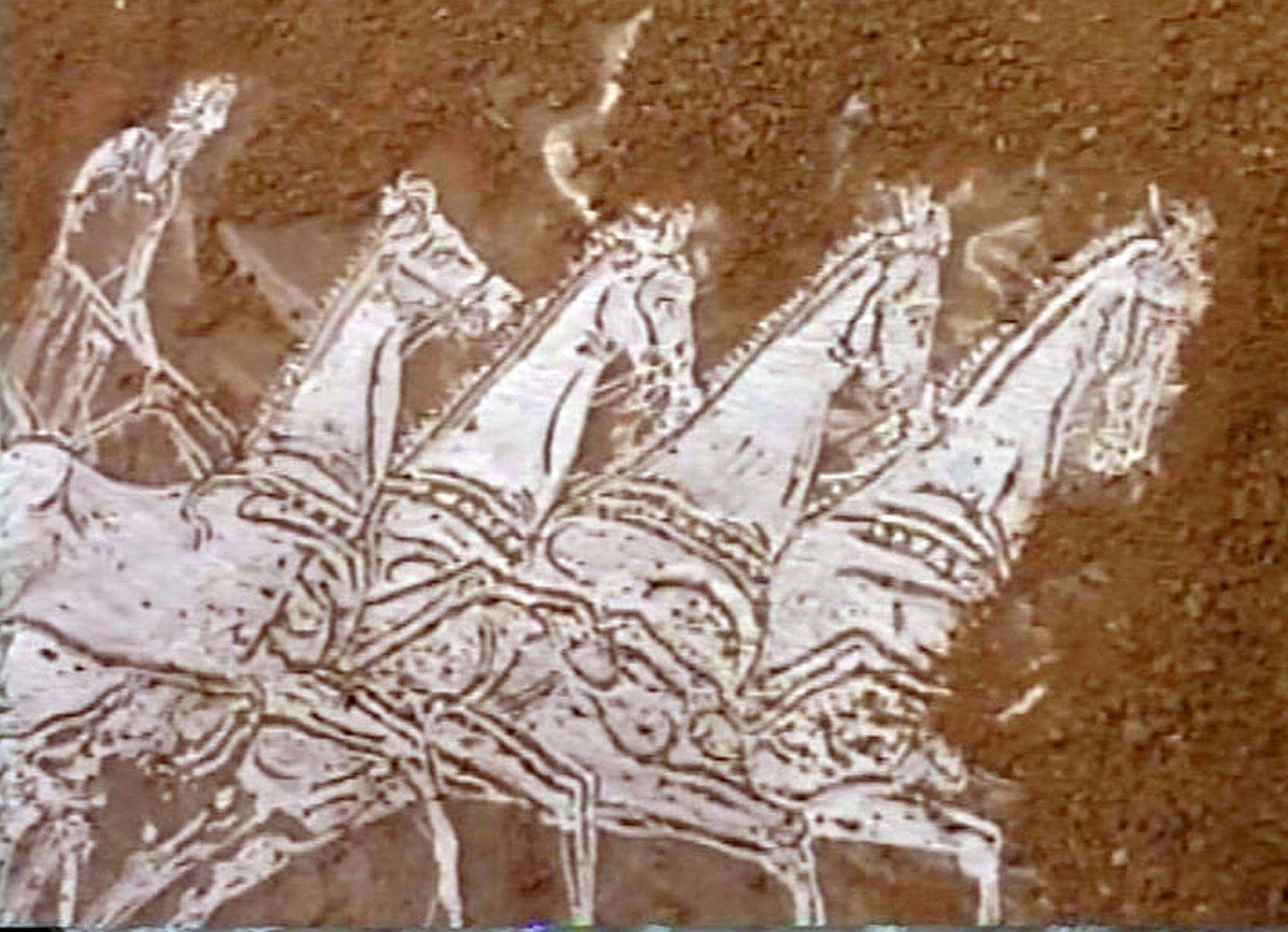
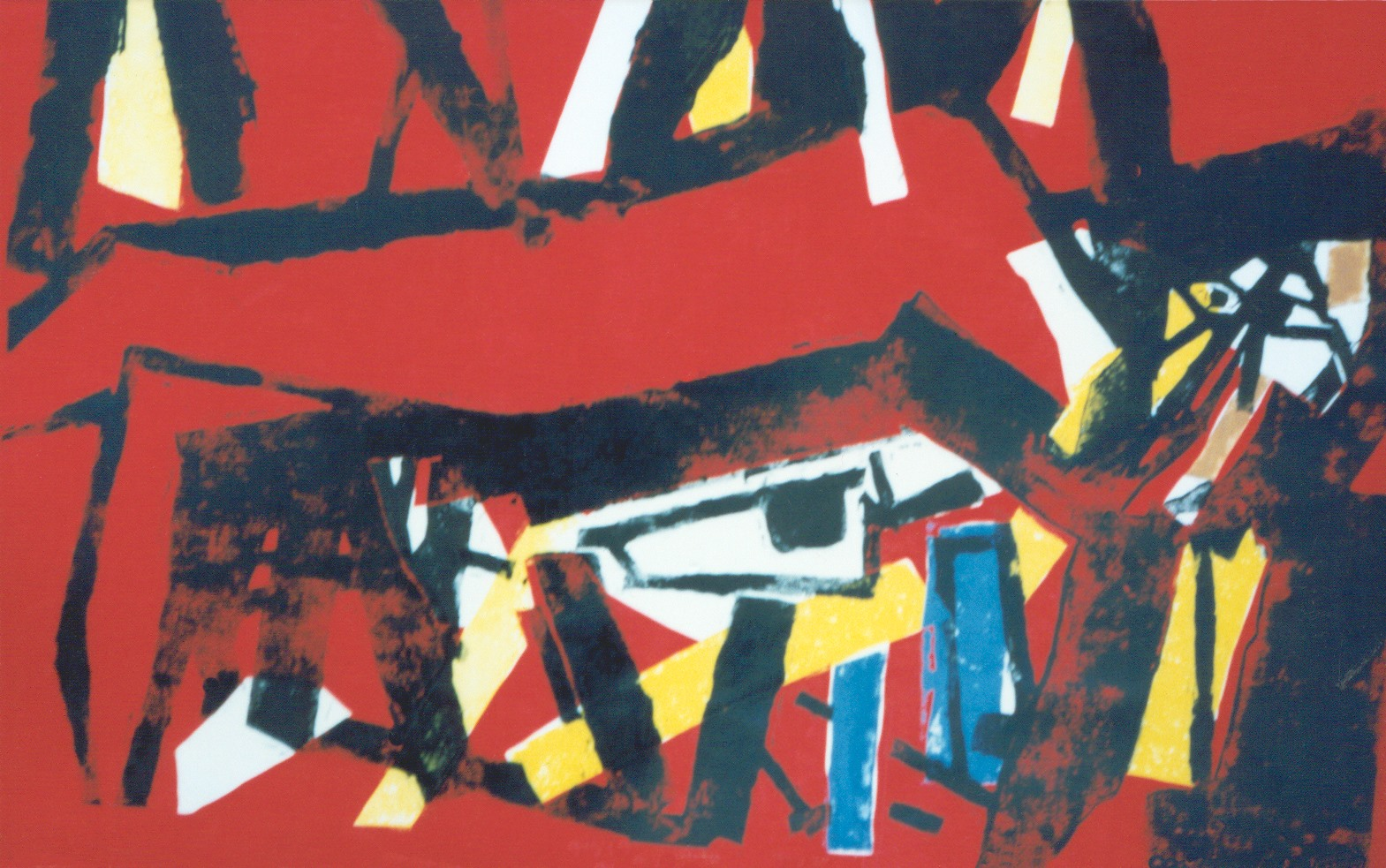
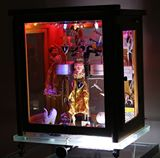
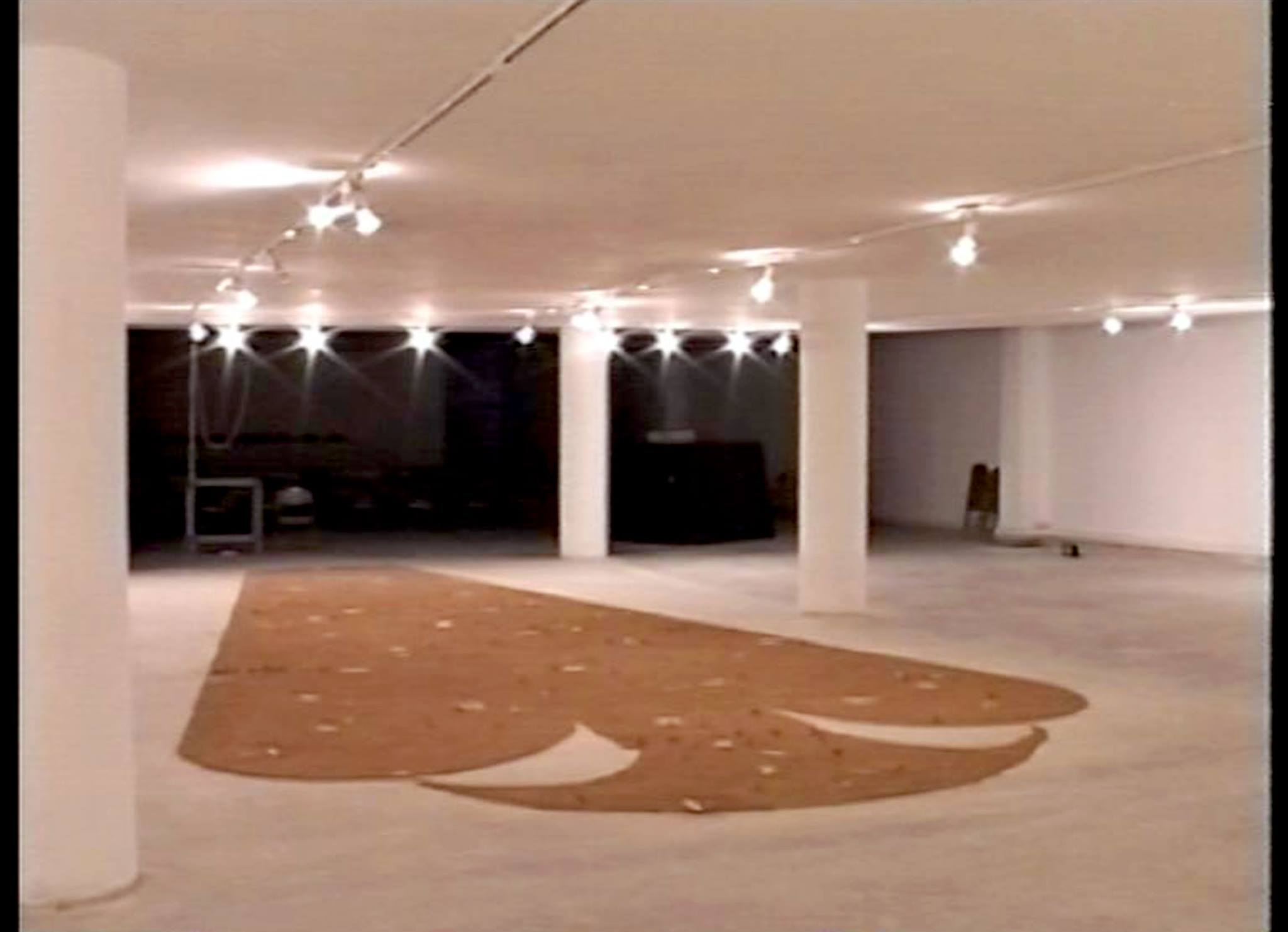